# Satellite Awards 2002

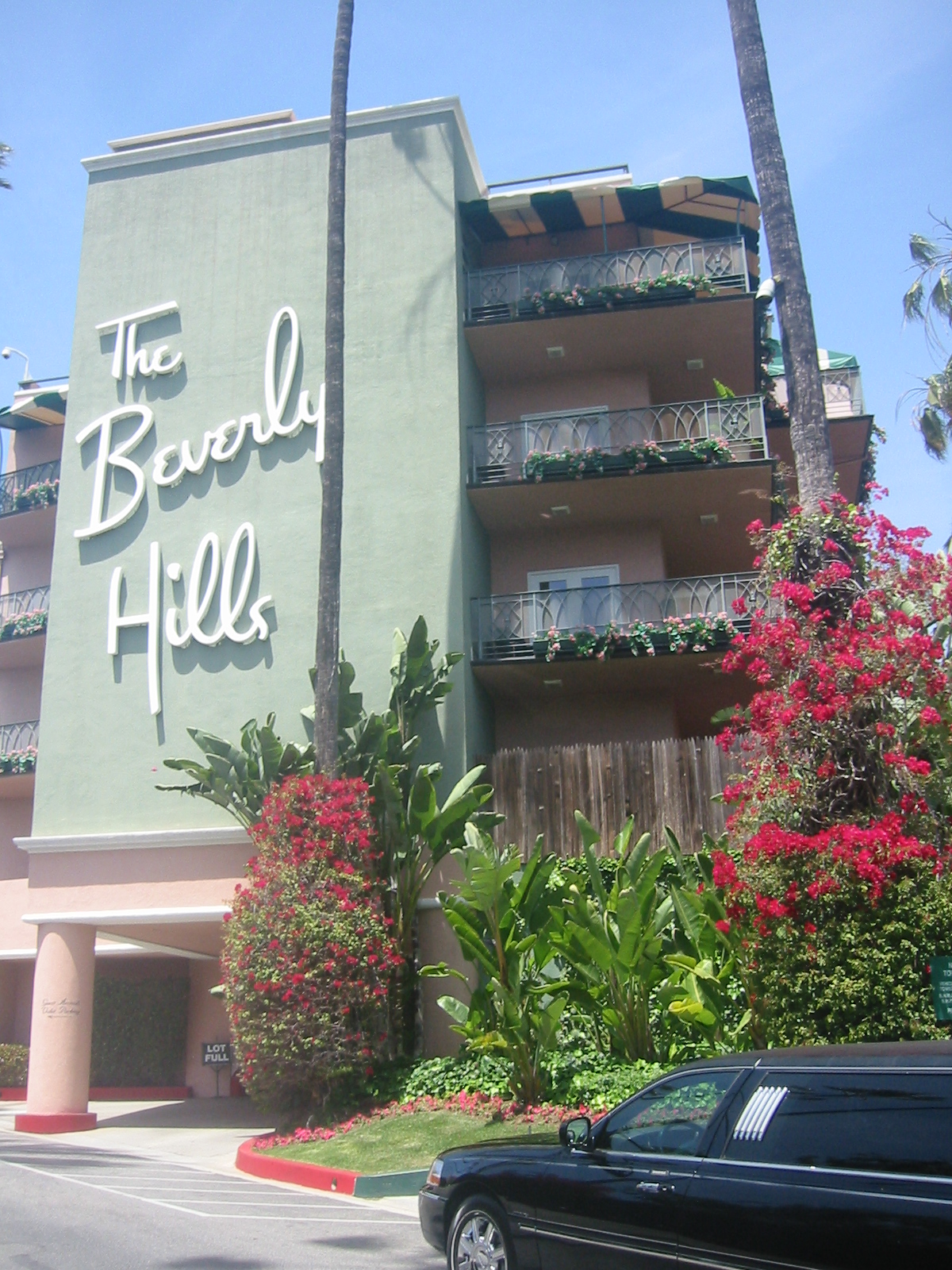
Beverly Hills Hotel

 Die 7. Verleihung der US-amerikanischen Satellite Awards, welche die International Press Academy (IPA) jedes Jahr in verschiedenen Film- und Medienkategorien vergibt, fand am Sonntag, den 12. Januar 2003, im Beverly Hills Hotel in Beverly Hills statt. Die Nominierungen wurden am 17. Dezember 2002 bekannt gegeben. Bei den 7. Satellite Awards wurden Filme und Serien des Jahres 2002 geehrt.

## Sonderauszeichnungen
- Mary Pickford Award (für herausragende Beiträge zur Entertainment-Branche) – Robert Evans
- Tesla Award (für innovative Leistungen in der Filmproduktion) – George Lucas

## Gewinner und Nominierte im Bereich Film
| Film                                               | N | A |
| -------------------------------------------------- | - | - |
| Der Herr der Ringe: Die zwei Türme                 | 8 | 1 |
| Gangs of New York                                  | 7 | 3 |
| Dem Himmel so fern                                 | 7 | 3 |
| Road to Perdition                                  | 7 | 1 |
| Adaption – Der Orchideen-Dieb                      | 6 | 1 |
| My Big Fat Greek Wedding – Hochzeit auf griechisch | 5 | 2 |
| Frida                                              | 5 | 2 |
| About a Boy oder: Der Tag der toten Ente           | 5 | 1 |
| The Hours – Von Ewigkeit zu Ewigkeit               | 5 | 0 |
| Der stille Amerikaner                              | 4 | 1 |
| The Good Girl                                      | 4 | 0 |
| Sprich mit ihr                                     | 3 | 2 |
| Igby                                               | 3 | 1 |
| Chicago                                            | 3 | 0 |
| Lovely & Amazing                                   | 3 | 0 |
| Minority Report                                    | 3 | 0 |
| Punch-Drunk Love                                   | 3 | 0 |

### Bester Film (Drama)
Dem Himmel so fern
- Antwone Fisher
- The Hours – Von Ewigkeit zu Ewigkeit
- Der Herr der Ringe: Die zwei Türme
- Der stille Amerikaner
- Road to Perdition

### Bester Film (Komödie/Musical)
My Big Fat Greek Wedding – Hochzeit auf griechisch 
- About a Boy oder: Der Tag der toten Ente
- Adaption – Der Orchideen-Dieb
- Igby
- Punch-Drunk Love

### Bester Hauptdarsteller (Drama)
Michael Caine – Der stille Amerikaner 

 Daniel Day-Lewis – Gangs of New York 
Edward Norton – 25 Stunden
Jack Nicholson – About Schmidt
Robin Williams – One Hour Photo
Tom Hanks – Road to Perdition

### Beste Hauptdarstellerin (Drama)
Diane Lane – Untreu 
Salma Hayek – Frida
Nicole Kidman – The Hours – Von Ewigkeit zu Ewigkeit
Julianne Moore – Dem Himmel so fern
Meryl Streep – The Hours – Von Ewigkeit zu Ewigkeit
Sigourney Weaver – The Guys

### Bester Hauptdarsteller (Komödie/Musical)
Kieran Culkin – Igby 
Hugh Grant – About a Boy oder: Der Tag der toten Ente
Nicolas Cage – Adaption – Der Orchideen-Dieb
Sam Rockwell – Geständnisse – Confessions of a Dangerous Mind
Adam Sandler – Punch-Drunk Love
Aaron Stanford – Alle lieben Oscar

### Beste Hauptdarstellerin (Komödie/Musical)
Jennifer Westfeldt – Kissing Jessica 
Jennifer Aniston – The Good Girl
Maggie Gyllenhaal – Secretary
Catherine Keener – Lovely & Amazing
Nia Vardalos – My Big Fat Greek Wedding – Hochzeit auf griechisch
Renée Zellweger – Chicago

### Bester Nebendarsteller (Drama)
Dennis Haysbert – Dem Himmel so fern 
Jeremy Davies – Solaris
Alfred Molina – Frida
Viggo Mortensen – Der Herr der Ringe: Die zwei Türme
Paul Newman – Road to Perdition
Dennis Quaid – Dem Himmel so fern

### Beste Nebendarstellerin (Drama)
Edie Falco – Land des Sonnenscheins – Sunshine State 
Kathy Bates – About Schmidt
Julianne Moore – The Hours – Von Ewigkeit zu Ewigkeit
Miranda Richardson – Spider
Đỗ Thị Hải Yến – Der stille Amerikaner
Renée Zellweger – Weißer Oleander

### Bester Nebendarsteller (Komödie/Musical)
Michael Constantine – My Big Fat Greek Wedding – Hochzeit auf griechisch 
Chris Cooper – Adaption – Der Orchideen-Dieb
Jake Gyllenhaal – The Good Girl
Philip Seymour Hoffman – Punch-Drunk Love
Nicky Katt – Voll Frontal
John C. Reilly – The Good Girl

### Beste Nebendarstellerin (Komödie/Musical)
Tovah Feldshuh – Kissing Jessica 
Toni Collette – About a Boy oder: Der Tag der toten Ente
Lainie Kazan – My Big Fat Greek Wedding – Hochzeit auf griechisch
Emily Mortimer – Lovely & Amazing
Bebe Neuwirth – Alle lieben Oscar
Meryl Streep – Adaption – Der Orchideen-Dieb

### Bester Dokumentarfilm
The Kid Stays in the Picture 
- Biggie and Tupac
- Bowling for Columbine
- The Cockettes
- Dogtown & Z-Boys

### Bester fremdsprachiger Film
Sprich mit ihr (Hable con ella), Spanien
- All or Nothing, Vereinigtes Königreich
- Bloody Sunday, Irland/Vereinigtes Königreich
- Alla älskar Alice, Schweden
- Monsoon Wedding, Indien
- Rain – Regentage (Rain), Neuseeland
- Lucia und der Sex (Lucía y el sexo), Frankreich/Spanien

### Bester Film (Animationsfilm oder Real-/Animationsfilm)
Chihiros Reise ins Zauberland 
- Ice Age
- Lilo & Stitch
- Spirit – Der wilde Mustang
- Die Abenteuer der Familie Stachelbeere

### Beste Regie
Todd Haynes – Dem Himmel so fern 
Pedro Almodóvar – Sprich mit ihr
Stephen Daldry – The Hours – Von Ewigkeit zu Ewigkeit
Peter Jackson – Der Herr der Ringe: Die zwei Türme
Phillip Noyce – Der stille Amerikaner
Denzel Washington – Antwone Fisher

### Bestes adaptiertes Drehbuch
Adaption – Der Orchideen-Dieb – Charlie Kaufman 
- Chicago – Bill Condon
- Der Herr der Ringe: Die zwei Türme – Philippa Boyens, Peter Jackson, Stephen Sinclair und Fran Walsh
- My Big Fat Greek Wedding – Hochzeit auf griechisch – Nia Vardalos
- Der Pianist – Ronald Harwood

### Bestes Originaldrehbuch
Sprich mit ihr – Pedro Almodóvar
- All or Nothing – Mike Leigh
- Dem Himmel so fern – Todd Haynes
- The Good Girl – Mike White
- Igby – Burr Steers
- Lovely & Amazing – Nicole Holofcener

### Beste Filmmusik
Frida – Elliot Goldenthal
- 24 Hour Party People – Liz Gallacher
- 25 Stunden – Terence Blanchard
- About a Boy oder: Der Tag der toten Ente – Damon Gough
- Sex für Anfänger – Craig Wedren

### Bester Filmsong
Something to Talk About von Damon Gough – About a Boy oder: Der Tag der toten Ente 
- 8 Mile – 8 Mile
- Die Another Day – Stirb an einem anderen Tag
- Girl On the Roof – Party Animals – Wilder geht’s nicht!
- Love Is a Crime – Chicago
- Work It Out – Austin Powers in Goldständer

### Beste Kamera
Road to Perdition – Conrad L. Hall
- Dem Himmel so fern
- Gangs of New York
- Der Herr der Ringe: Die zwei Türme
- Minority Report

### Beste Visuelle Effekte
Der Herr der Ringe: Die zwei Türme – Jim Rygiel, Joe Letteri, Randall William Cook und Alex Funke
- Gangs of New York
- Minority Report
- Road to Perdition
- Spider-Man

### Bester Filmschnitt
Gangs of New York – Thelma Schoonmaker
- Insomnia
- Der Herr der Ringe: Die zwei Türme
- One Hour Photo
- Adaption – Der Orchideen-Dieb

### Bester Tonschnitt
Solaris – Larry Blake
- Gangs of New York
- Der Herr der Ringe: Die zwei Türme
- Minority Report
- Signs – Zeichen

### Bestes Szenenbild
Gangs of New York – Dante Ferretti
- Catch Me If You Can
- CQ
- Frida
- Road to Perdition

### Bestes Kostümdesign
Frida – Julie Weiss 
- Austin Powers in Goldständer
- Gangs of New York
- Road to Perdition
- Star Wars: Episode II – Angriff der Klonkrieger

## Gewinner und Nominierte im Bereich Fernsehen
| Serie                           | N | A |
| ------------------------------- | - | - |
| Alias – Die Agentin             | 5 | 1 |
| Churchill – The Gathering Storm | 5 | 1 |
| Buffy – Im Bann der Dämonen     | 5 | 0 |
| 24                              | 4 | 2 |
| Will & Grace                    | 4 | 1 |
| Gilmore Girls                   | 4 | 0 |
| The Laramie Project             | 4 | 0 |
| Von Tür zu Tür                  | 3 | 3 |
| Keep the Faith, Baby            | 3 | 1 |
| Boston Public                   | 3 | 0 |
| Friends                         | 3 | 0 |
| King of Texas                   | 3 | 0 |
| Scrubs – Die Anfänger           | 3 | 0 |
| Talking to Heaven               | 3 | 0 |

### Beste Fernsehserie (Drama)
CSI: Den Tätern auf der Spur 
- 24
- Alias – Die Agentin
- Buffy – Im Bann der Dämonen
- Without a Trace – Spurlos verschwunden

### Beste Fernsehserie (Komödie/Musical)
The Bernie Mac Show 
- Lass es, Larry!
- Friends
- Gilmore Girls
- Scrubs – Die Anfänger

### Beste Miniserie
Taken 
- The Forsyte Saga
- Master Spy: The Robert Hanssen Story
- Talking to Heaven
- Shackleton

### Bester Fernsehfilm
Von Tür zu Tür 
- Churchill – The Gathering Storm
- Keep the Faith, Baby
- The Laramie Project
- Path to War

### Bester Darsteller in einer Serie (Drama)
Kiefer Sutherland – 24 
Michael Chiklis – The Shield – Gesetz der Gewalt
Peter Krause – Six Feet Under – Gestorben wird immer
Chi McBride – Boston Public
Martin Sheen – The West Wing – Im Zentrum der Macht

### Beste Darstellerin in einer Serie (Drama)
CCH Pounder – The Shield – Gesetz der Gewalt 
Jennifer Garner – Alias – Die Agentin
Sarah Michelle Gellar – Buffy – Im Bann der Dämonen
Allison Janney – The West Wing – Im Zentrum der Macht
Maura Tierney – Emergency Room – Die Notaufnahme

### Bester Darsteller in einer Serie (Komödie/Musical)
Bernie Mac – The Bernie Mac Show 
Matt LeBlanc – Friends
Eric McCormack – Will & Grace
John C. McGinley – Scrubs – Die Anfänger
Damon Wayans – What’s Up, Dad?

### Beste Darstellerin in einer Serie (Komödie/Musical)
Debra Messing – Will & Grace 
Jennifer Aniston – Friends
Alexis Bledel – Gilmore Girls
Lauren Graham – Gilmore Girls
Bonnie Hunt – Alles dreht sich um Bonnie

### Bester Darsteller in einer Miniserie oder einem Fernsehfilm
William H. Macy – Von Tür zu Tür 
Ted Danson – Talking to Heaven
Albert Finney – Churchill – The Gathering Storm
Harry J. Lennix – Keep the Faith, Baby
Patrick Stewart – King of Texas

### Beste Darstellerin in einer Miniserie oder einem Fernsehfilm
Vanessa Williams – Keep the Faith, Baby 
Kathy Bates – Beim Leben meiner Schwester
Stockard Channing – Die Matthew Shepard Story
Marcia Gay Harden – King of Texas
Vanessa Redgrave – Churchill – The Gathering Storm

### Bester Nebendarsteller in einer Serie (Drama)
Victor Garber – Alias – Die Agentin 
Dennis Haysbert – 24
Anthony Heald – Boston Public
James Marsters – Buffy – Im Bann der Dämonen
Ron Rifkin – Alias – Die Agentin

### Beste Nebendarstellerin in einer Serie (Drama)
Sarah Clarke – 24 
Emma Caulfield – Buffy – Im Bann der Dämonen
Loretta Devine – Boston Public
Alyson Hannigan – Buffy – Im Bann der Dämonen
Lena Olin – Alias – Die Agentin

### Bester Nebendarsteller in einer Serie (Komödie/Musical)
Eric Roberts – Office Girl 
Sean Hayes – Will & Grace
Peter MacNicol – Ally McBeal
Chris Noth – Sex and the City
David Hyde Pierce – Frasier

### Beste Nebendarstellerin in einer Serie (Komödie/Musical)
Doris Roberts – Alle lieben Raymond 
Kelly Bishop – Gilmore Girls
Christa Miller – Scrubs – Die Anfänger
Megan Mullally – Will & Grace
Cynthia Nixon – Sex and the City

### Bester Nebendarsteller in einer Miniserie oder einem Fernsehfilm
Linus Roache – Churchill – The Gathering Storm 
Jim Broadbent – Churchill – The Gathering Storm
Jeremy Davies – The Laramie Project
Terry Kinney – The Laramie Project
Roy Scheider – King of Texas

### Beste Nebendarstellerin in einer Miniserie oder einem Fernsehfilm
Helen Mirren – Von Tür zu Tür 
Queen Latifah – Talking to Heaven
Amy Madigan – Just a Dream
Sissy Spacek – Last Call
Frances Sternhagen – The Laramie Project